# ミャンマーの音楽
ミャンマーの音楽（ミャンマーのおんがく）について詳述する。

## 伝統音楽

### 歴史

#### 2021年クーデター後
伝統音楽のミュージシャンたちの収入源だった祭りや儀式が激減し、生活に窮して、楽器を売ったり、アルバイト生活を余儀なくされている。また多くのCD店が閉店したり、外国人観光客向けの音楽ホールも閉鎖されているのだという。

### 日本との関わり
- 村上巨樹という岩手県花巻市在住のミュージシャンが、2016年以降、ミャンマーに通って伝統音楽に関する造詣を深くし、日本でミャンマー伝統音楽を演奏するツアーを行っている。2020年には『刻まれた音楽とノイズ ーミャンマーのレコード事情ー』というCD付き小冊子、2024年には『ミャンマーCDディスクガイド 古典歌謡からEDMまで』をリリースしている[2][3]。
- 映画監督の川端潤が『Beauty of Tradition -ミャンマー民族音楽への旅-』（2015年）、『マンダレー スター ミャンマー民族音楽への旅』（2018年）というミャンマーの民族音楽をテーマにしたドキュメンタリー作品を制作している[4][5]。

## ポピュラー音楽

### 歴史

#### 黎明期
1885年、イギリスがコンバウン朝を滅ぼしてミャンマーを完全に植民地化した前後から、欧米音楽の影響を受けた「カーラボー・テー（「流行、現代」という意味）」と呼ばれる大衆音楽が生まれた。そのスタイルはさまざまで、「タチンヂー」「マハーギータ」と呼ばれる伝統音楽の歌詞だけを変えたものがあれば、歌詞、旋律、リズム、音階とピッチ、曲展開において欧米音楽の多大な影響を受けたものもあった。概して伝統音楽が王の偉業を称えた韻文調の音楽であったのに対し、カーラボーは仏教の教えや恋愛など民衆感情に即した散文調の歌が多かった。ちなみに1941年を一区切りとして、それ以前のカーラボーを「キッハウン・テー（古い時代の歌謡）」、以降のカーラボーを「フナウンキッ・テー（のちの時代歌謡）」と分類することがある。
カーラボーの普及に大きな役割を果たしたのが、レコードである。カーラボーの誕生とほぼ同時に、レコードと蓄音機がミャンマーに持ちこまれ、この2つを持って地方の村々を回り、さまざまな祭り、儀式、結婚式で音楽を流す商売が大いに繁盛した。1920年にミャンマーに映画が登場すると、サイレント映画を上映する際にバンドが生演奏したカーラボーがあとでレコードになって販売され、トーキー映画が登場すると、映画で有名になった俳優・歌手が劇中歌以外の曲を歌うレコードが販売された。1939年にラジオ局・ビルマ国放送局（Burma State Broadcasting Service：BBS）が設立されると、当初バンドの生演奏が放送されていたが、まもなくレコードを回して放送するようになった。

#### ポピュラー音楽の誕生
1950年代に入ると、政治的内容を盛り込んだ「ポリシー・テー」という曲が現れ、さらに西洋のロック・ポップスにミャンマー語の歌詞を付けただけの「コピー・タチン」が現れたが、1962年にネ・ウィンがクーデターを起こしてビルマ連邦革命評議会主導の軍事独裁政権が成立すると、両方とも「ミャンマーの伝統文化を破壊する」という理由でラジオ局から排除された。

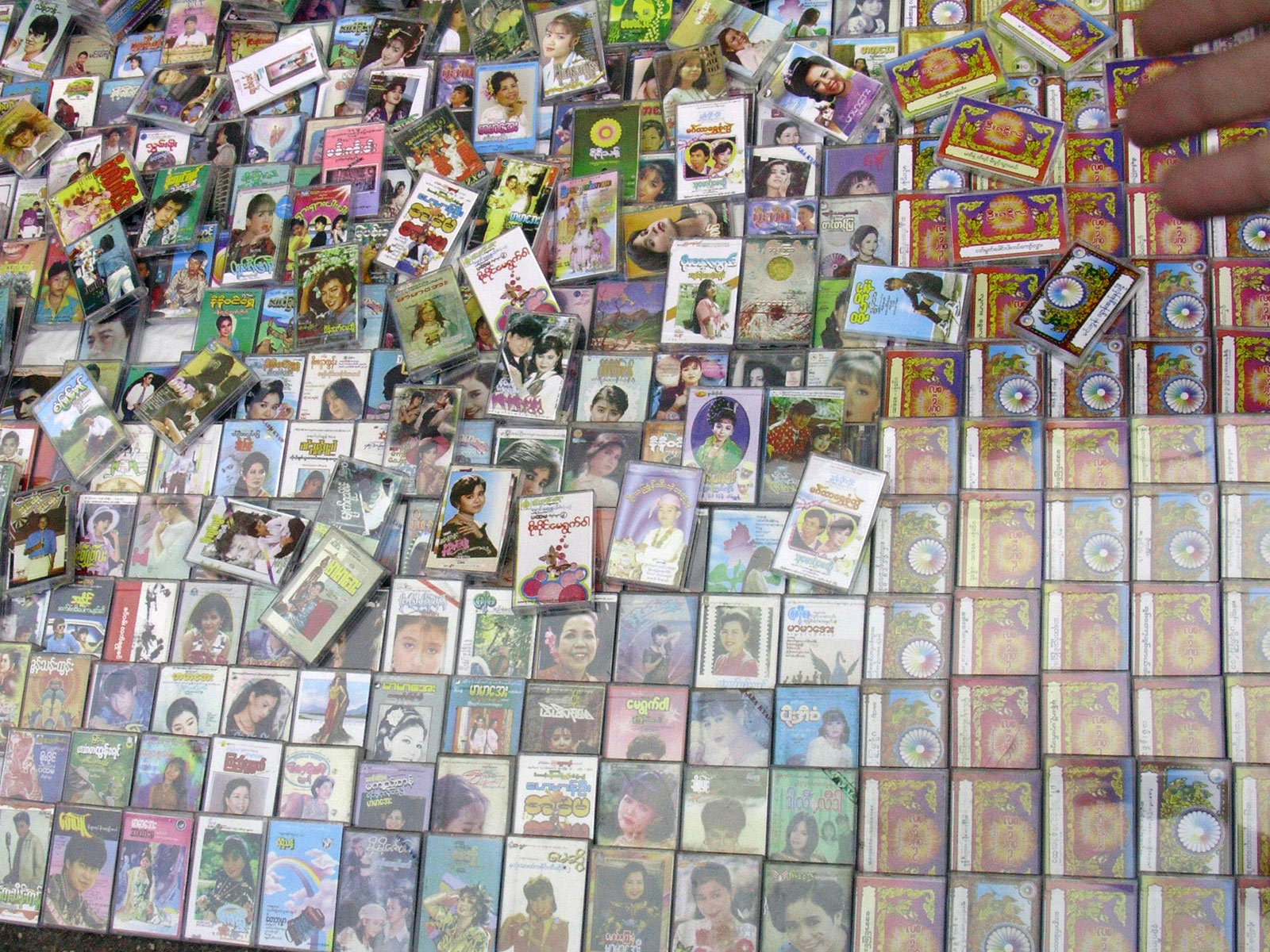
ヤンゴンのレコード屋に置かれたカセットテープ。

しかし、一度「洋楽」に目覚めた若者たちの情熱は冷めやらず、彼らは髪を伸ばしてジーンズを履き、数少ない海外渡航を許された同年代の若者や親しくなった西側諸国の外交官から、レコード、音楽教本、録音機材を入手した。BBSも彼らを支援し、ミャンマー語放送とは別の英語放送の「ローカル・タレント」という30分番組の中で、洋楽カバーやコピー・タチンを放送し、1971年にはウー・バーテイン（U Ba Thein）という起業家がヤンゴンにステレオ・レコーディング・スタジオを設立した。ウー・バーテインのスタジオでは、タチンジーもカーラボーもレコーディングされたが、スタジオの設立時期がコピー・タチンの流行時期と重なったことから、コピー・タチンは「ステレオ歌謡」とも呼ばれた。1970年代に入ると、外貨不足による原料不足によりレコードが廃れて、代わりにカセットテープが登場し、コピータチンは家庭や喫茶店で人々に愛聴された。また軍政もその影響力を認めたのか、1973年の新憲法に対する国民投票の際には、アウンコーラッ（Aung Ko Latt）という有名歌手の「投票所へ行こう（Let’s Go to the Polling Booth）」というステレオ歌謡タイプの曲をキャンペーン・ソングに採用した。

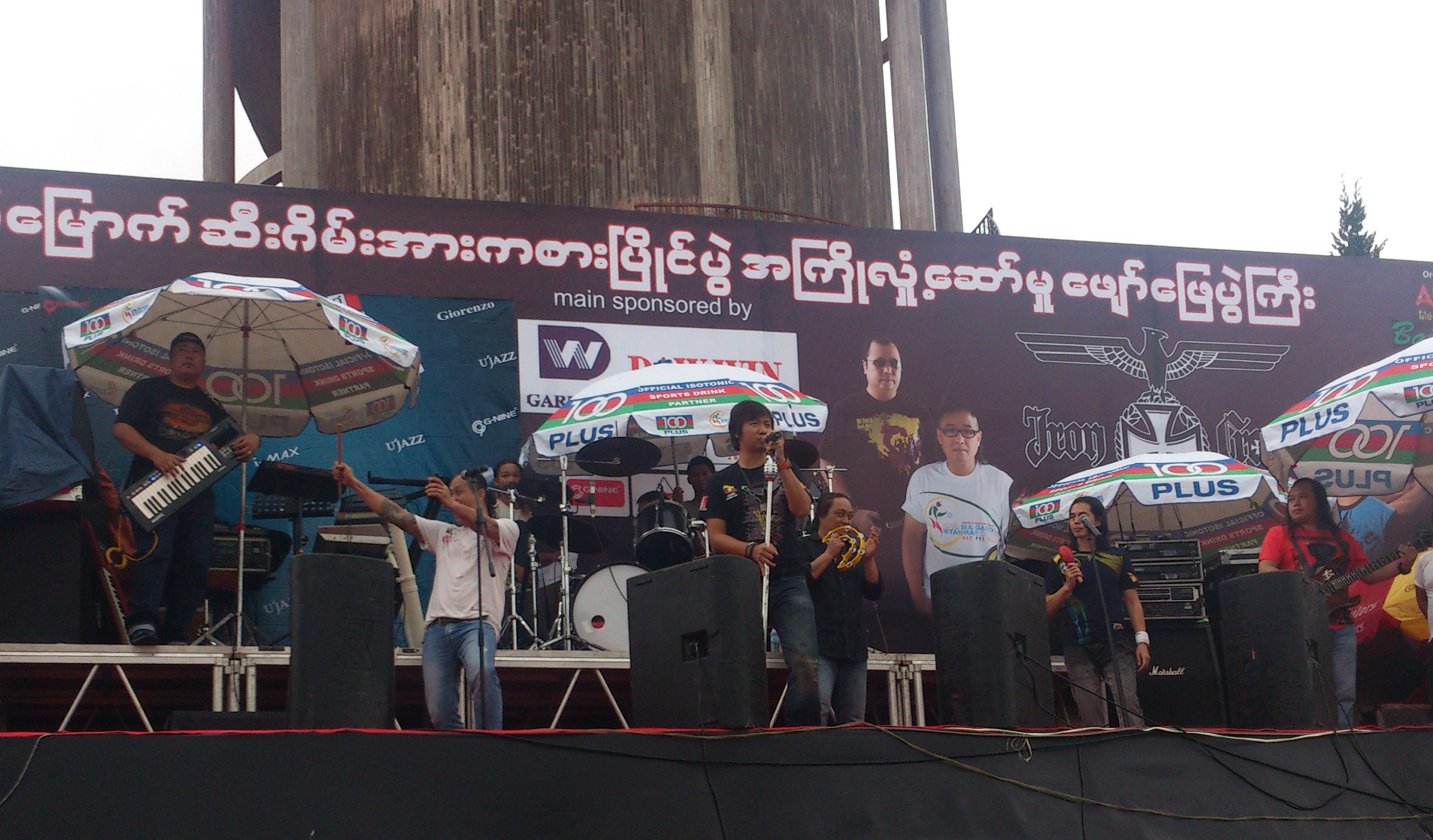
アイロン・クロス（2013年）

またオリジナル曲を作るミュージシャンも現れ、当時大学生だったウー・トゥンナウン（U Htun Naung）が1967年に発表した「Mommy I Want a Girlfriend」は、ミャンマー最初のオリジナル・ポップソングと言われている。1973年には、オリジナル曲しか演奏しないシャン族のサイン・ティーサインと彼のバンド・ワイルド・ワンズが登場して国民的人気を博し、以後、女性ミュージシャンを含めて続々と自作曲を中心に演奏するミュージシャンが現れ、1980年代にはアイロン・クロス、エンペラーなどの人気ロックバンドも現れた。コピー・タチン、オリジナル曲双方ともメロディアスなバラードが大半を占めるのがミャンマーポップスの特徴である。

#### その後
8888民主化運動後、ステレオ歌謡がラジオ局で解禁されたものの、検閲の強化と国家秩序回復評議会（SLORC）の開放政策によってタイから欧米音楽のカセットテープが大量に流入したことによる、コピー・タチンの粗製乱造、過去のヒット曲のリメイクの氾濫など、ミャンマーのポップミュージックは一時停滞したが、2001年1月27日、ミャンマーの人気ミュージシャンが一同に会したライブが成功を収めたことで息を吹き返し、CDやVCDが安価で入手できるようになったことも、これを後押しした。2002年1月1日にはヤンゴン・シティFMが開局、ポップミュージックを積極的に放送してその普及に大きく貢献し、2007年にはミャンマー軍（以下、国軍）が所有するテレビ局・ミャワディTVが「メロディー・ワールド」という音楽コンテスト番組を開始して成功を収めた。またミャンマーの伝統音楽とエレクトロ・ミュージックを融合させたターソー、少数民族音楽とポップミュージック、仏教音楽とニュー・エイジ音楽を融合させた音楽など、これまでなかったオリジナリティのある音楽も生まれ始めた。

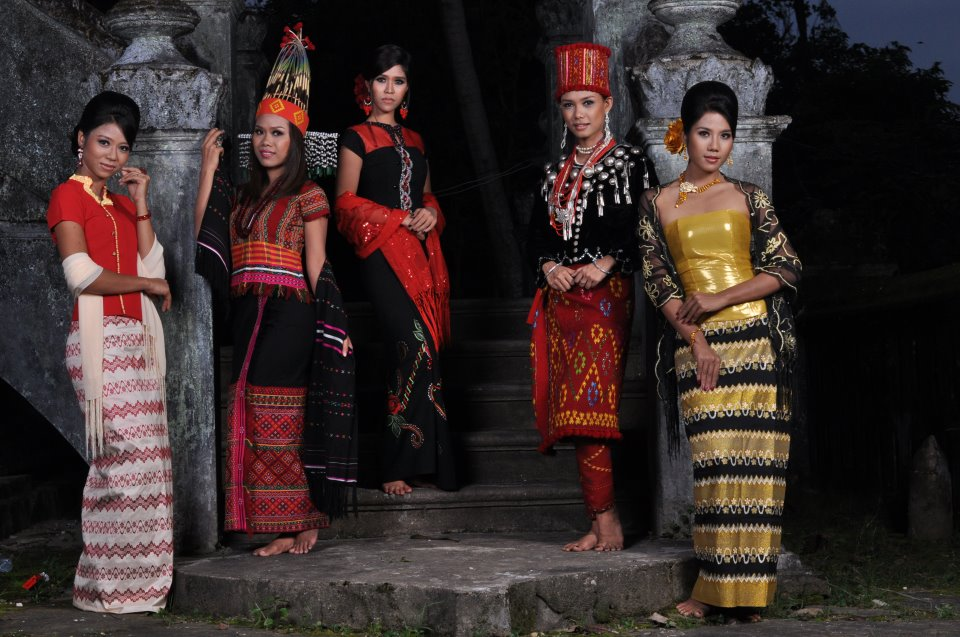
ミーンマ・ガールズ

2011年にテインセイン政権が成立すると、2012年8月に音楽メディアを含む出版物の事前検閲が廃止され、またインターネットが普及してMP3などの形でより安価に音源を入手できるようになったことにより、ミャンマーのポップミュージックはにわかに活気づいた。ミャンマーの音楽業界に進出してきた欧米人たちは、ミャンマー人ミュージシャンにますますオリジナリティを推進するようになり、ミーンマ・ガールズやサイド・エフェクトなど国際舞台で成功を収めるミュージシャンも現れ、ヒップホップ、パンク、ヘヴィメタルなどジャンルの多様化も進んだ。また政治的な歌も公然と歌われるようになり、2020年の総選挙の際には、ボートゥーレイン（Bo Thu Rein）というタチンヂーのミュージシャンが作曲した、国民民主連盟（NLD）応援歌「ဒေါက်ဖိနပ် လျှောက်သံ（ハイヒールの靴音）」が大流行した。
2021年2月1日の軍事クーデター直後、パンクバンド・レベル・ライオットが、『ワン・デイ（One Day）』というクーデターに抗議する曲を発表し、日本の音楽ファンの間でも話題となった。

### ミュージシャン

#### 出自
1960年代のミャンマーポップス黎明期の歌手は、ビルマ族の仏教徒ばかりだったが、現在は約半数がカレン族、カチン族、チン族のキリスト教徒の少数民族である。ミャンマーの総人口に占めるキリスト教徒の割合が4～5%なので、これはかなり高い割合である。その理由は、キリスト教徒は子供の頃から教会で讃美歌などの音楽教育を受けていることが挙げられる。仏教徒の儀式には歌唱は含まれない。彼らは音楽活動で得た富や名声を利用して、自民族の社会的立場を向上させたいという意識が強い。
一方、女性歌手は多いが、エンジニア、ミキサー、アレンジャー、楽器演奏者にほとんど女性はいない。かつて女性だけのバンドもあったが、女性だけで演奏のために地方都市へ赴くことが文化的に受け入れられないため、十分な収入が得られず、結局、解散に追いこまれたということもあった。ミャンマー固有の事情としては、伝統音楽において、サウン・ガウ（竪琴）、パタラ（鉄琴、木琴）、サンダヤ（ピアノ）以外の演奏者は男性に限られており、女性は楽器に触れることさえ許されていないことがある。

#### 性格
ミュージシャンたちは、通常、作詞・作曲、歌手、楽器演奏、アレンジャーなどなんでもこなすマルチプレーヤーで、欧米音楽におけるプロデューサーに相当する人物は存在しない。ミャンマーで音楽プロデューサーと言えば、後述するように資金の提供・政府との折衝・音源の販売までなんでもこなす個人また組織のことを指す。ミュージシャン同士の関係は対等かつ友好的で、お互いの才能を尊重・信頼し、他人の演奏に口出しすることはめったにない。音楽を分析的に評価する音楽評論家も存在せず、「評論家」は作品を肯定的に紹介するに留める。また「セックス、ドラッグ、ロックンロール」という言葉に象徴されるような欧米音楽の反体制的なイメージとは違い、ミャンマーのミュージシャンは品行方正であることが多く、麻薬の使用にも否定的である。彼らはミャンマー国内では有名人であるが、国外ではほとんど知られていない。タイ、マレーシア、シンガポール、イギリス、アメリカでライブをするミュージシャンもあるが、聴衆のほとんどは現地のミャンマー人である。ただ2011年の民政移管後、欧米人がプロデュースしたミーンマ・ガールズ、サイド・エフェクト、そしてパンクバンドのレベル・ライオットなどは、ミャンマーよりも海外で人気があった。

#### 収入
人気ミュージシャンでさえ、通常の音楽活動だけでは生活費は賄えず、富裕層の結婚式、誕生日パーティー、その他祝賀会などのステージをこなして副収入を得ている。また副業や配偶者の収入に頼っているミュージシャンも多い。某業界関係者は「音楽だけでは裕福になれない」と断言する。しかし、ヘザー・マクラクランによれば、彼女がミャンマー音楽業界のフィールドワークを行った2007年～2009年の時点で、ミャンマーの有名ミュージシャンたちのほとんどが、当時、国民の4％しか持っていなかった携帯電話を所有していたのだという。彼女の見解によれば、ミャンマー最高レベルとはいかないまでも、ミャンマーの有名ミュージシャンはかなり裕福とのことである。

#### 政府との関係
軍政とミュージシャンの関係は非常にセンシティブである。軍政はミュージシャンに政府公式イベントに使用する楽曲の依頼をすることがあるが、その創作過程にはほとんど関与しない。ミュージシャンは軍政に近いと思われると、ファンの人気や同僚の信頼を失うおそれがあるので、あまりこの手の仕事をしたがらないが、依頼があればほぼ断れないのだという。環境問題や衛生問題など公共の福祉に関わるような楽曲であればダメージは少ないが、軍政の政策を支持するような楽曲を作ると、業界内でも評判が下がる。国民的人気を博すと軍政に目を付けられるため、音楽業界内での成功に留めたいと言うミュージシャンも多い。またイメージアップも兼ねて、社会活動に熱心に取り組むミュージシャンも多い。2021年のクーデター直後は、軍政批判の立場を明確にしないミュージシャンを含む芸能人が、国民の大きな批判に晒された。

### 音楽業界

#### 業界構造
ミャンマーのミュージシャンのほとんどが特定のバンドに所属しておらず、レコードレーベルもなく、チケットマスターのような存在もない。ミャンマーの音楽業界は長らくプロデューサー中心に構築されおり、プロデューサーが音楽制作の資金を提供し、報道監視委員会（PSB）との折衝を行い、音源配給会社と交渉して、音源やライブチケットをCDショップやデパート、スーパーで販売した。そして音源から得られた利益は一旦すべてプロデューサーに還元し、それを歌手、作曲家、作詞家、ミュージシャン、その他裏方の人々に分配した。ミャンマーの他の商取引と同じく、契約は書面で交わされず、口約束のみであることが多い。それゆえに個人的信頼関係が何よりも重視され、音楽業界には一種家族経営的な雰囲気が漂っているのだという。
しかし後述するように海賊盤の横行によって音源からの利益が激減し、多くのプロデューサーが廃業に追いこまれ、このシステムは廃れた。代わりに台頭してきたのがスポンサーで、ミュージシャンはヤンゴンに拠点を置く企業と交渉して、制作費を提供してもらう代わりにCDやVCDのジャケットやライブ会場にスポンサー企業の広告を掲載する。特にライブ会場で商品を提供する機会が得られる飲料販売企業がスポンサーになることが多い。しかし特に無名のミュージシャンにとっては、スポンサーを見つけるのは困難であり、その提供資金も不十分だという声が多い。

#### 市場
2000年以降、ソロアルバムで利益を上げるのは困難となり、現在はさまざまなミュージシャンの曲を収録したコンピレーション・アルバムが主流である。ミャンマーでは「良い曲とは売れた曲」という考えが強く、ラジオ局は市場調査によって明らかになった「売れた曲」を頻繁にかけ、音楽賞もそのようなミュージシャンに授けられる。このような構造は既に名の知られたミュージシャンに有利に働き、新規参入を難しくしているという指摘もある。
そしてパソコンの登場により海賊盤が横行するようになり、ミュージシャンの利益が著しく毀損されているという声が上がっている。ミャンマーのミュージシャンの海賊盤は正規盤の約4分の1の価格で、白昼堂々、店頭や路上で売られている。警察は時折海賊盤業者を摘発するが、抜本的解決には程遠く、中には警察と海賊盤業者の癒着を疑う声もある。そもそも正規盤が売られていない地方では、正規盤と海賊盤の違いを理解していないリスナーも多い。この状況を打破しようと、地方でライブする際、ライブ会場で透明プレスチックに入れた廉価盤を販売するミュージシャンもいる。
インターネットが普及して以降は、SpotifyやApple Musicのようなストリーミングサービスもミャンマーで利用できるようになったが、利用料の高さから利用者は富裕層に限定されている。代わりにほとんどの曲を無料で提供する、中国企業のJOOXがミャンマーでは人気だったが、2021年クーデター後の経済的困難を理由に2022年にミャンマーから撤退し、リスナーはYoutubeやFacebookで音楽を視聴していると言われている。

#### ミャンマー音楽協会
ミャンマー音楽協会（MMA）はミャンマー唯一のミュージシャンの公式組織である。業務内容は、事務的なサポート、紛争解決、軍政との折衝などである。長らく軍政側の組織としてミュージシャンからは敬遠されていたが、2012年に25人の理事を全員投票で選出する民主化が図られ、ベテラン人気歌手のピューピューチョーテインが理事長に選出された。

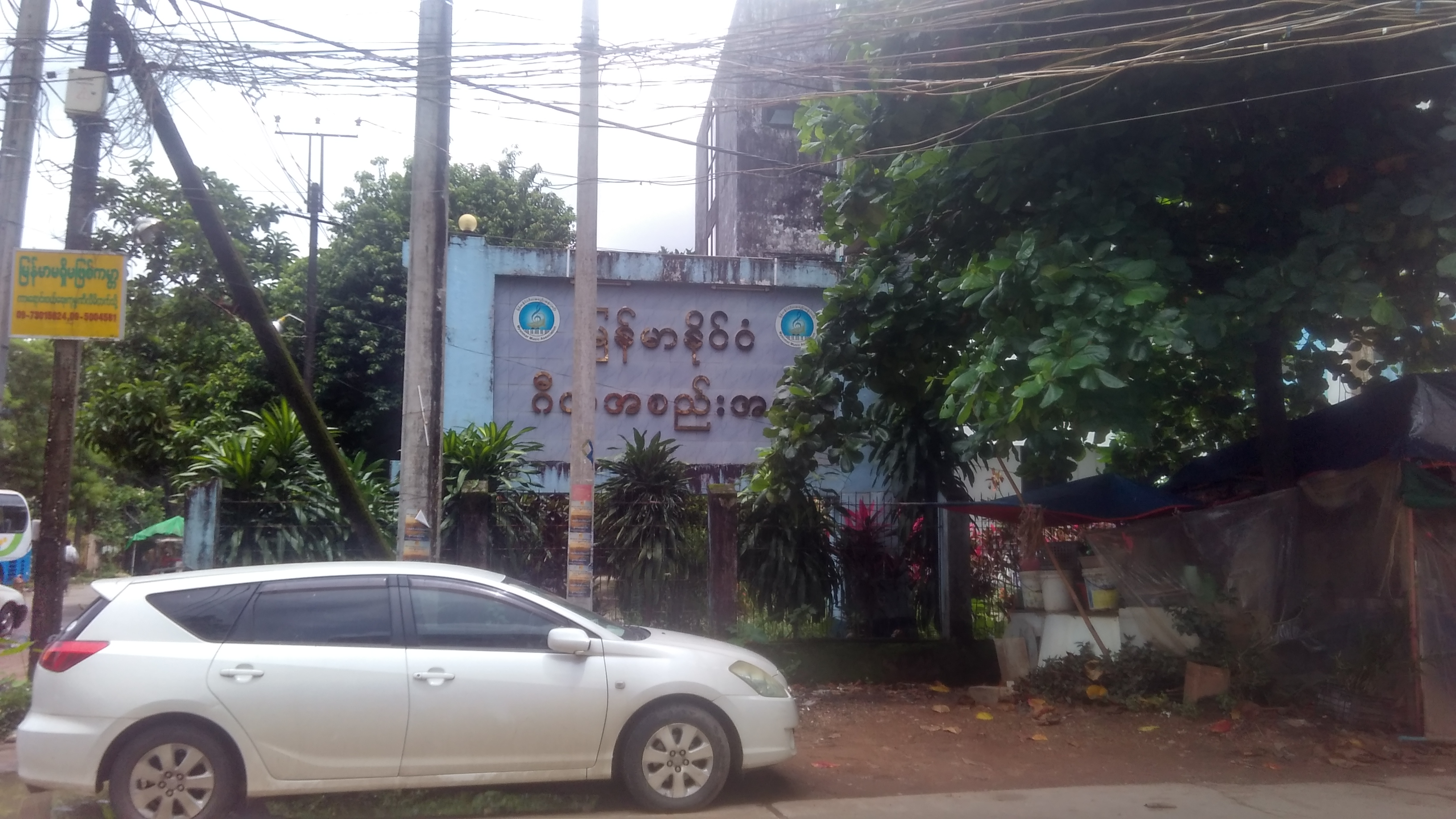
ミャンマー音楽協会の事務所

MMAは長年の懸念事項だった著作権問題に取り組み、2012年、各ラジオ局に著作権料を支払わせることに成功した。しかし、その分配をめぐって紛争が頻発し、不満を抱いてMMAを脱退したミュージシャンも多くいた。2018年にはレガシー・ミュージックという民間企業が、多くの人気ミュージシャンと契約し、YouTube、Facebook、Spotifyなどに彼らの音楽を配信することに成功した。

### コピー・タチン
前述したように、ミャンマーのポップスには欧米音楽をコピーしたコピー・タチンが多い。欧米の音楽だけではなく、日本の音楽も多数コピーされており、特に長渕剛の『乾杯』はミャンマー人の間で大人気である。第三者の目には「パクリ」と映り、ミャンマー人の中にも嫌う者がいて、たとえば、前述のターソーは「ヤンゴンのローカルポップミュージックはどこかの国のコピーみたいなものばかりで、全然好きになれなかった。クソみたいなものばっかりだった」と述べている。またミャンマーのミュージシャンは、総じて著作権・知的財産の概念を理解しておらず、コピー・タチンの原曲者にはなんら報酬を支払っておらず、原曲の音源も正規盤の約10分の1の価格の海賊盤で入手している。
しかし当のミャンマーのミュージシャンは両者の区別には総じて無頓着で、ヘザー・マクラクランはその理由について、以下のような事項を挙げている。
- ミャンマーでは「作曲家」というと作詞家のことを指し、歌詞を重視する傾向が強い[43]。
- 鎖国されていた国では、コピー・タチンは国際的文化への入り口だった[44]。

- 欧米の音楽教師にアクセスできないミャンマーのミュージシャン志望者にとって、欧米音楽を模倣することが唯一の音楽学習手段だった[44]。
- コピー・タチンを作ることにより、作曲能力を向上させることができた[44]。
- ミャンマーでは、優れたものを模倣することは、自分の価値を高めるという考え方が支配的である。欧米音楽を優れたものと考えるのは、たぶんにそう刷りこまれた英植民地時代の教育の影響である[45]。

いずれにせよ、ミャンマーのミュージシャンは、コピー・タチンとオリジナル曲を区別せず、いずれも自身の芸術的表現と考え、コピー・タチンを制作することは、自らの歴史的正当性を証明するものだと考える傾向が強い。たとえば歌手がコピー・タチンを歌う際、自らの色を出すより、元歌になるべく近づくよう真似て歌う。総じてミャンマーのミュージシャンは、欧米音楽の再現に注力しており、独自のサウンドやスタイルを生み出す気概に乏しい。ゆえにその音楽性は定型的であり、ミュージシャンはあまりリハーサルせず、ライブは淡々と演奏して終わる。またミャンマーのミュージシャンは音楽の才能を、努力の賜物ではなく、天賦の才と考える傾向が強いが、その場合の才能とは、音源を聴いたとおりに演奏ができる能力のことである。
ただこの傾向を是正しようとする動きもある。ヤンゴンには大小さまざまな音楽学校があるが、最大手のアート・ミュージック・アカデミーやギタ・メイト・スクールでは、創造性や即興性を重視した音楽教育を施し、また人間教育にも力を入れている。彼らは年功序列、上下関係を過度に重視するミャンマー社会の風潮が創造性の芽を摘んでいると考えている。2011年以降、ミャンマーの音楽業界に進出してきた欧米人も、オリジナリティを強く推進している。またインターネットが普及して以降、外国の音楽に気軽に触れられるようになったミャンマーの一般リスナーは、コピー・タチンをパクリと見なす傾向が強く、2024年、あるミャンマーのバンドがCreepy Nutsの『Bling-Bang-Bang-Born』のコピー・タチンを制作した際、日本のリスナーは面白がっていたが、ミャンマーのリスナーは「国の恥」などむしろ否定的だった。

### 検閲

#### 報道監視委員会（PSB）
かつてミャンマーのすべてのミュージシャンは、音源をリリースする前にPSBの検閲を受けなければならなかった。検閲には明文化した基準は存在せず、検閲官が「ミャンマー文化に受け入れられるかどうか」を基準に個人的に判断する。音源の場合は歌詞が最重要視され、ミュージシャンは事前に歌詞のコピーを10部提出しなければならず、検閲官は曲を聴きながら歌詞をチェックする。ミュージック・ビデオの場合は、出演者の容姿、髪型、服装をチェックして「ミャンマー人らしいか」が基準となるのだという。検閲で作品が却下されても、ミュージシャン側には抗議する権利はない。検閲官はミュージシャンの制作意図ではなく、リスナーの受け取り方に関心があり、リスナーが誤った受け取り方をすることが懸念される場合は、作品を却下する。
このように検閲の判断が恣意的なため、ミュージシャン側は検閲官に賄賂を払うのが通常だが、毎回支払うので賄賂とは認識しておらず、一種の手数料と認識している。検閲官側も自ら要求しているわけではないので賄賂とは決して言わない。「賄賂」は金銭ではなく物品の形で行われ、大抵の場合、検閲官は転売して利益を得る。
作曲家のウー・フラチー（U Hla Kyi）は検閲にひっかかった自身の作品の例として、以下のようなものを挙げている。
- あるアルバムのジャケットに鳩の写真を使用し、その横に大きく「A.D.」と書いた。バプテスト派のキリスト教徒であるウー・フラチーは、A.D.は西暦、鳩は精霊を表すと説明したが、検閲官は、当時、ネ・ウィンの自宅がヤンゴンのAD通りにあったことから、このジャケットは「AD通りに平和がなければならない」、つまりネ・ウィンを権力の座から引きずりおろす意味が込められていると主張し、却下した。

- 「18の雨」という曲を書いたが、この18という数は適当だった。しかし検閲官は、当時、アウンサンスーチーが18年間自宅軟禁下に置かれていたことにより、この局はスーチーを暗示していると主張して却下した。
- 『彼らは私を殺そうとしている』というタイトルのスゴー・カレン語の曲を作曲した際、検閲官はその意味を尋ねたが、ウー・フラチーは「アメリカがミャンマーを殺そうとしているという意味です」と言い抜けた。

#### 検閲に対するミュージシャンの反応

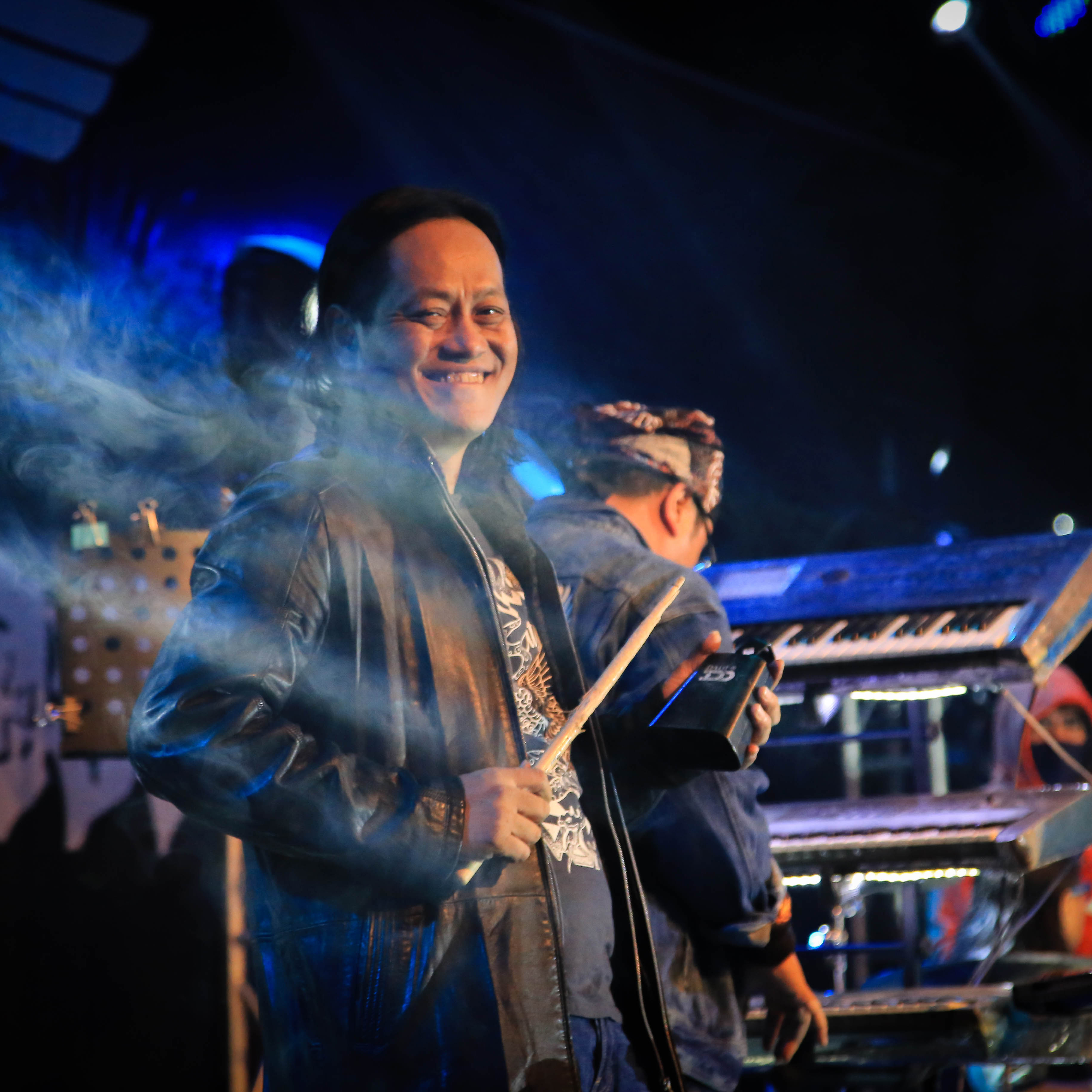
レーピュー（2017年）

ほとんどのミュージシャンが、PSBと対立することを避け、検閲に引っかからない基準を事前予測して曲作りをしている。検閲官と個人的に親しければ、議論の末、一度、作品に下された却下の判断が撤回されることもあるのだという。稀にあからさまに検閲に引っかかりそうな曲を書くミュージシャンもいるが、投獄されたり、ライブを禁止されたり罰則は非常に重いのでほとんどいない。たとえばアイアン・クロスのボーカリスト・レーピューが、1995年に『Power 54』というタイトルのアルバムをリリースしたが、スーチーが軟禁下に置かれている自宅の住所がユニバーシティ・アベニュー54番地だったため、スーチーの境遇を暗示していると推測されたところ、その後、レーピューは何年もヤンゴンでの演奏を禁止された。また正面から検閲破りをするのではなく、抽象的な歌詞を用いて暗に抵抗の精神を示すミュージシャンもいる。さらに政府公式歌の依頼を理由を述べてやんわり断ったり、少数民族の言語で民族主義的な歌を歌う少数民族のミュージシャンのレコーディングに参加して、抵抗の精神を示すミュージシャンもいる。以上のような事情により、ヘザー・マクラクランは「政府が音楽を検閲することでミュージシャンを無力化しているとは言い切れない」と述べている。

#### 検閲廃止後
2013年、音源に対する検閲が廃止された。これによってスーチーや民主主義を讃美するような、これまで禁止されていた歌を大っぴらに歌うことができるようになったが、同時に性的な表現や人種差別的な表現をする楽曲・ビデオも現れ、家庭崩壊や暴力を助長すると、当のミュージシャンの間からも懸念の声が上がり、なんらかの対策が必要との認識が示されていた。

### 日本との関わり
- すわじゅんこ - Facebookに宇多田ヒカルの『ファースト・ラブ』のカバーを投稿したところ、ミャンマーで大人気となり、以後、現地のティンジャンのセレモニーなどのステージに立っている[53]。
- 森崎ウィン - 両親がミャンマー人。ミャンマーでも芸能活動を行っており、非常に人気がある[54]。
- 平原綾香 - 森崎ウィンとのデュエット曲『MOSHIMO』がミャンマーの配信ランキングで1位を獲得した[55]。
- 山本祐ノ介 - 2001年に設立された国立交響楽団の指導に当たっている[56]。
- Ｊ－ＤｉＰ -  現地の事業を営む日本人ビジネスマンがプロデュースしている日本型アイドルグループ[57][58]。
- 高崎英樹 - パンク専門レーベル「BRONZE FIST RECORDS」主宰者 。ミャンマーのパンクバンド・レベルライオット（The Rebel Riot）を日本に紹介[59]。
- ピーター・バラカン - 音楽評論家。母方の祖母がミャンマー人。

### その他
- ニック・ドレイク - 生前は不遇だったのイギリス人シンガーソングライター。ミャンマーに生まれ、3歳まで過ごした。